# Nguyễn Đức Nhanh
Nguyễn Đức Nhanh (sinh ngày 10 tháng 7 năm 1950) là một Trung tướng Công an nhân dân Việt Nam và chính trị gia người Việt Nam. Ông từng giữ chức vụ Giám đốc Công an thành phố Hà Nội kiêm Phó Tổng cục trưởng Tổng cục An ninh II - Bộ Công an. Ông cũng từng là Đại biểu Quốc hội Việt Nam khóa XII thuộc đơn vị bầu cử quận Ba Đình và Cầu Giấy của thành phố Hà Nội.

## Thân thế và sự nghiệp
Nguyễn Đức Nhanh sinh năm 1952 tại xã Hồng Quang, huyện Ứng Hòa, tỉnh Hà Tây (nay là thành phố Hà Nội). Chính thức vào Đảng Cộng sản Việt Nam vào ngày 28/5/1980. Ông bắt đầu tham gia lực lượng vũ trang từ năm 1969, với nhiệm vụ ban đầu là Cảnh sát điều tra. Năm 2005, Nguyễn Đức Nhanh được lên làm Giám đốc Công an Hà Nội, kế nhiệm Thiếu tướng Phạm Chuyên nghỉ hưu.
Ngày 25 tháng 4 năm 2007, ông được Thủ tướng Chính phủ Nguyễn Tấn Dũng thăng cấp bậc hàm từ Đại tá lên Thiếu tướng. Cùng đợt này với ông còn có 28 người khác cũng được thăng cấp lên Thiếu tướng, trong đó có Tô Lâm và Phạm Minh Chính.
Ngày 28 tháng 7 năm 2008, ông được bổ nhiệm là Giám đốc Công an Thành phố Hà Nội mới, sau khi Hà Tây được sáp nhập vào Hà Nội.
Tháng 7/2009, ông được tặng Huân chương Chiến công hạng Nhất với thành tích “lập chiến công đặc biệt xuất sắc trong công tác”.
Ngày 31 tháng 5 năm 2010, Nguyễn Đức Nhanh được bổ nhiệm vào chức vụ Phó Tổng cục trưởng Tổng cục An ninh II, Bộ Công an Việt Nam, nhưng vẫn tiếp tục kiêm nhiệm chức vụ Giám đốc Công an Thành phố Hà Nội.
Nguyễn Đức Nhanh có hơn 30 năm công tác trong ngành Công an. Tên tuổi ông gắn nhiều với các chuyên án lớn như phá đường dây buôn bán trái phép chất ma túy Vũ Xuân Trường, giải cứu con tin cháu bé là người Nhật...
Trong vụ án phá đường dây buôn bán ma túy Vũ Xuân Trường diễn ra cuối thập niên 90 của thế kỷ XX, Nguyễn Đức Nhanh lúc đó là Trưởng phòng cảnh sát điều tra, thành viên hội đồng thi hành án tử hình đã quyết định xin được đứng ra bảo lãnh, chịu trách nhiệm về việc hoãn thi hành án đối với Xiêng Phênh, tên tội phạm lĩnh án tử trong vụ án đường dây buôn bán ma túy lớn của Vũ Xuân Trường để tiếp tục mở rộng điều tra. Quyết định này đã giúp Bộ Công an triệt phá đường một đường dây buôn bán ma túy lớn, đặc biệt nghiêm trọng của Vũ Xuân Trường cùng một số cán bộ công an, biên phòng và các đối tượng liên quan khác. Hai năm sau Vũ Xuân Trường cùng đồng bọn bị đưa ra thi hành án tử hình.
Ngoài ra, trong thời gian lãnh đạo của mình, Nguyễn Đức Nhanh còn cho thành lập tổ công tác 141 được nhiều người dân đồng tình ủng hộ khi tình trạng đua xe trái phép, thanh niên ương bướng ở thủ đô đã giảm hơn. Ông từng được tặng Huy chương kháng chiến hạng Nhất (năm 2001), Huân chương Lao động hạng Ba (2004), Huân chương Chiến công hạng Nhất (2007, 2009).
Sau ngày 31 tháng 8 năm 2012, Nguyễn Đức Nhanh nghỉ hưu theo chế độ. Kế nhiệm ông là Thiếu tướng Nguyễn Đức Chung.

## Lịch sử thụ phong cấp hiệu
| Năm thụ phong | –      | 2007        | –           |
| ------------- | ------ | ----------- | ----------- |
| Quân hàm      |        |             |             |
| Cấp bậc       | Đại tá | Thiếu tướng | Trung tướng |

## Gia đình
Ông có hai con, một con trai và một con gái, cả hai đều làm trong ngành công an.